# Kolozsvár magyar irodalmi élete

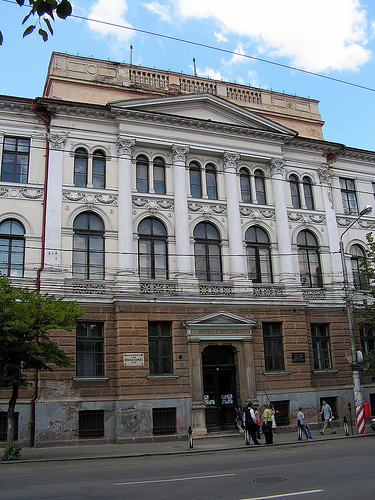
Az unitárius kollégium

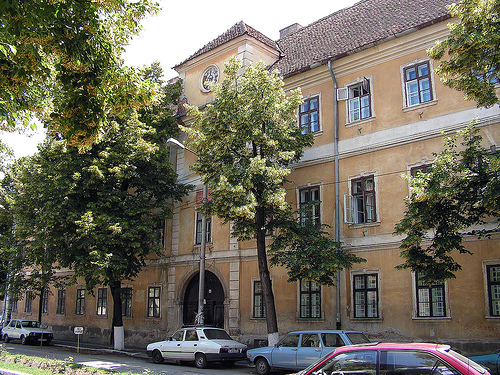
A református kollégium

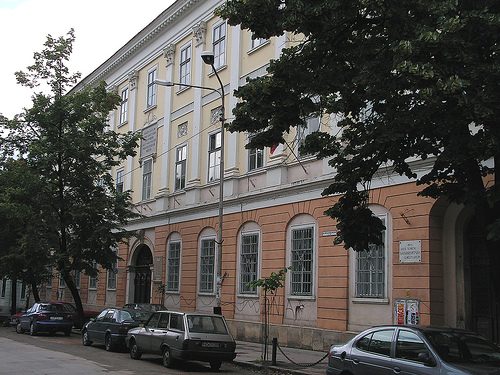
A katolikus líceum

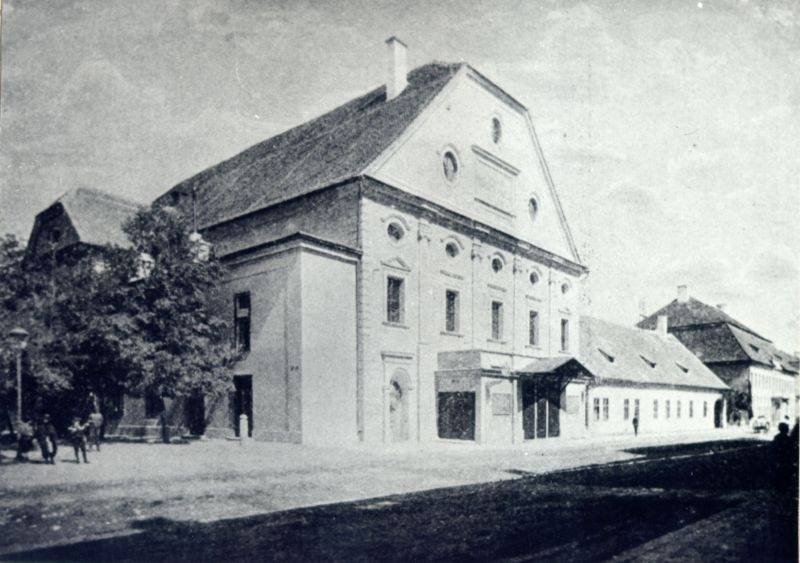
Az első magyar kőszínház

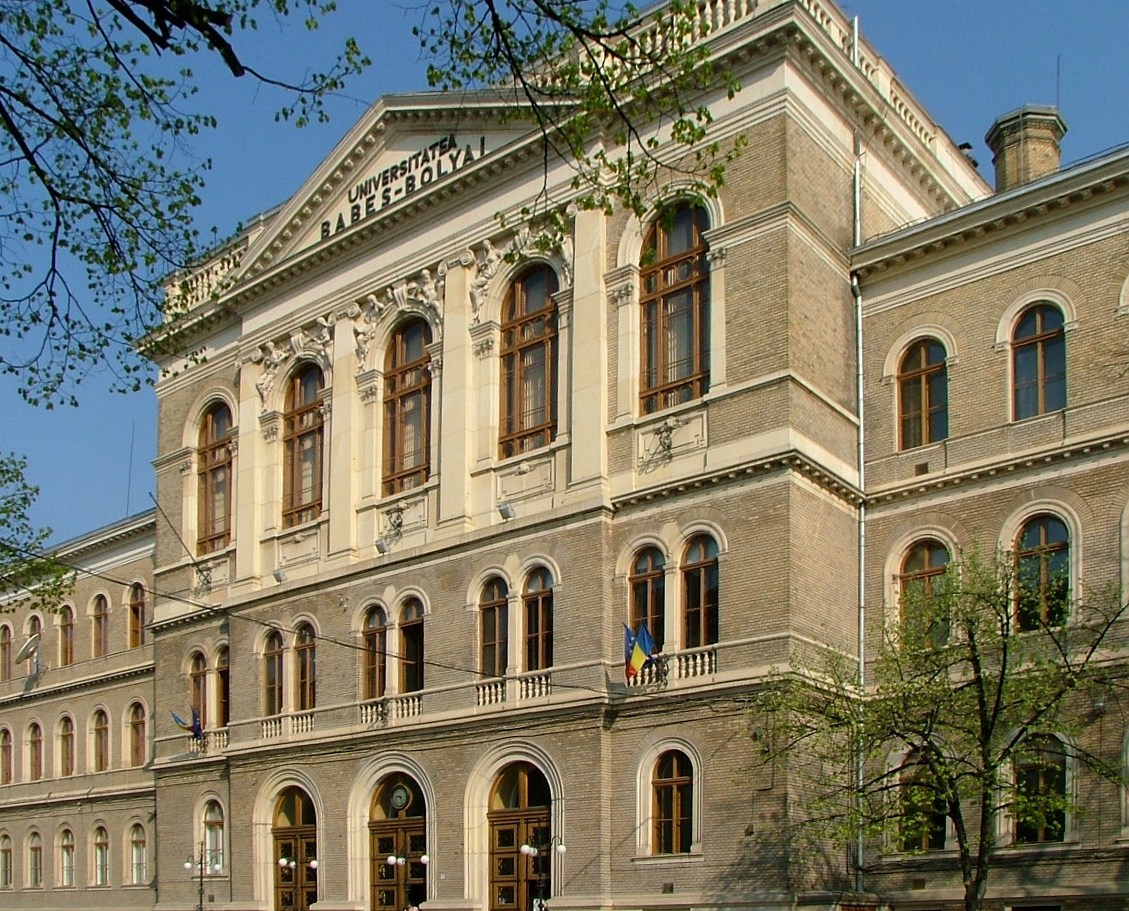
Az egyetem főépülete

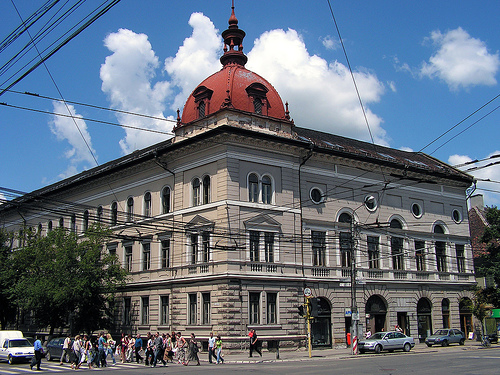
A református teológia épülete

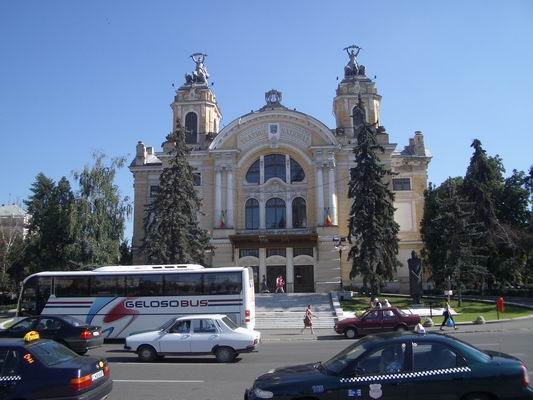
A Hunyadi téri Nemzeti Színház

Kolozsvár magyar irodalmi életének múltja a 16. századig nyúlik vissza, s az ezt követő évszázadokban fokozatosan az erdélyi magyar művelődés és irodalom központja lett. A reformáció és a humanista eszmeáramlatok korabeli hódítása nyomán születtek meg a 16–17. században Kolozsvár első jelentős tanintézményei, és alakultak ki az ezek holdudvarához tartozó nagy hatású kolozsvári literátus körök (jelentősebb alakjai Dávid Ferenc, Bogáthi Fazekas Miklós, Szenczi Molnár Albert, Apáczai Csere János). A felvilágosodás és a nyomában kibontakozó nemzeti mozgalmak hatására, valamint Kolozsvár közigazgatási központtá válása következtében a 18–19. század fordulóján az erdélyi magyar nyelvű irodalom fellegvára lett a város. Megszülettek az első folyóiratok és irodalmi társaságok, kibontakozott a magyar nyelvű színjátszás, a városban indult meg vagy teljesedett ki pályája a művelődési-tudományos élet számos meghatározó alakjának. A kiegyezést követően Erdély a Monarchia része lett, s – bár a politikai és a szaksajtó megélénkült, illetve a tudományos élet is új lendületet kapott az egyetem megalapítását követően – az irodalmi élet némiképp provincializálódott, fejlődésében elmaradt a jobbára a fővároshoz köthető irodalmi áramlatoktól. Kolozsvár kulturális jelentősége a trianoni békeszerződés, Erdély elszakadása után értékelődött fel ismét, s azóta is az erdélyi magyar nyelvű irodalom, tudomány és sajtó fellegváraként tartják számon.

## Történeti áttekintés

### A kezdetek
Szellemi hagyományai a reneszánsz korig nyúlnak vissza. Itt bontakozott ki Dávid Ferenc reformátori-vallásalapító munkássága, s itt működött 1550-től Heltai Gáspár író és fordító magyar nyelvű nyomdája (1659-ig). A humanista költészet közel két évszázadon át elsősorban latin nyelven virágzott, képviselői közül kiemelkedik Bogáthi Fazekas Miklós, Deidrich György, Szamosközy István, Szenczi Molnár Albert és Pápai Páriz Ferenc. (Tóth István fordított belőlük egy antológiányit: Múzsák fellegvára. 1977.)
Erre a korra esik a város három nagy iskolájának alapítása. Az 1545-ben megnyitott óvári protestáns iskolából fejlődött ki Dávid Ferenc és Johannes Sommer vezetése alatt az unitárius kollégium, Apáczai Csere János önfeláldozó munkásságának köszönhetően nőtt particulából jelentős tanintézetté a református kollégium, s ezek hatásának ellensúlyozására nyílt meg 1579-ben a Báthory István alapította s 1581-től egyetemi rangú, jezsuiták vezette katolikus iskola. Már 1585-től a Házsongárdi Panteon fogadta be a város halottait, 1625-től a kalandos társulat segítette a betegeket és szervezte a temetéseket. A fejedelmi korban többször volt országgyűlés színhelye Kolozsvár, de a felekezeti villongások, a trónért folytatott küzdelmek során sokat is szenvedett, Rákóczi-hűségéért is meg kellett fizetnie. Az ekkori eseményeket Czegei Wass György, Cserei Mihály, Segesvári Bálint, Szakál Ferenc, Szalárdi János, Vízaknai György naplói, krónikái, Felvinczi György és Misztótfalusi Kis Miklós versei örökítették meg. Az utóbbi egyben leghíresebb nyomdászunk, a Református Kollégium 1672-ben alapított nyomdájának volt a vezetője. A jezsuita rend feloszlatását (1773) követően Mária Terézia felekezetek közti egyetemet próbált alapítani egykori tanintézetükben, ennek jogi és orvosi kara jó évszázadig szolgálta az értelmiség-képzést. A katolikus líceum nagy tanítványai közül Jósika Miklós Abafi című regényében és Emlékirataiban is szépen írt a városról.

### A reformkor
1790-ben a főkormányszék ide költöztetésével Kolozsvár tényleges fővárossá vált, ettől fogva a művelődés támogatásában és terjesztésében vezető szerepet játszó főnemesség is ide vonzódott, palotákat építtetett a városban. 1792-ben Kótsi Patkó János vezetésével állandó színtársulat létesült, mely az első magyar Shakespeare-bemutatókkal büszkélkedhetett. 1821-re épült fel klasszicista épülete, az első magyar kőszínház. Ennek megnyitására hirdetett pályázatot a Döbrentei Gábor szerkesztette Erdélyi Muzéum című folyóirat (1814–1818), s született meg Katona József Bánk bánja (1815). Dérynétől és Egressy Gábortól kezdve a legnagyobb magyar színésztehetségek indultak innen. A várost 1816-ban Kazinczy Ferenc, 1821-ben Széchenyi István, később Vörösmarty Mihály látogatta meg. 1819-ben zenekonzervatórium alakult. A reformkor itt is szellemi pezsgést eredményezett. Az unitárius és a református kollégiumok diáksága zsebkönyveket jelentetett meg (Remény, Aglája), padjaikból emelkedtek ki a vezető egyéniségek: az utazó demokrata Bölöni Farkas Sándor, a költő Kriza János, Szentiváni Mihály, Gyulai Pál, a történész-szerkesztő Kőváry László. Gazdag sajtóélet bontakozott ki: itt jelent meg az Erdélyi Híradó (1828–1848; szerkesztője Méhes Sámuel mellett Kemény Zsigmond), a Nemzeti Társalkodó (1830–1844), a Vasárnapi Újság (1834–1848), a Múlt és Jelen (1841–1848), a Szilágyi Ferenc szerkesztette első gyermeklapunk, a Magyar Gyermekbarát (1843–1844). Megalakultak a művelődés és a demokratikus eszmék terjesztésében fontos szerepet játszó kaszinók: 1833-ban Bölöni Farkas Sándor Béldi Ferenc és Kendeffy Ádám grófokkal a Kolozsvári Kaszinó (nemesi-főnemesi társaság), 1838-ban Méhes Sámuel a Polgári Társalkodó, majd Nemzeti Kaszinó alapjait vetette meg. A város vendége volt 1846-ban Liszt Ferenc, 1847-ben Petőfi Sándor. Mindketten a híres Biasini szállodában szálltak meg, ennek gyorskocsijai Pesttől Bukarestig szállították az utasokat.

### A Bach-korszak és a Monarchia
Az 1848-as forradalmat követően, az önkényuralom idején alig egy-egy lap jelent meg a városban: a Kolozsvári Lap (1849-52), a Hetilap (1852-55), majd a Kolozsvári Közlöny (1856-73). A kor legjelentősebb eseménye Mikó Imre gróf nevéhez fűződik: az Erdélyi Múzeum-Egyesület (EME) megalapítása 1859-ben. Ez volt 1948-ig a város legfontosabb tudományos és múzeum-fenntartó intézménye. A még 1844-ben Teleki Domokos alapította Erdélyi Gazdasági Egyesület (EGE) szintén Mikó elnöksége idején Kolozsmonostoron Gazdasági Tanintézetet (a mai Agrártudományi és Állatorvosi Egyetem elődjét) és Erdélyi Gazda (1869-1945) címmel mezőgazdasági folyóiratot létesített. 1853-ban feleségével, Laborfalvi Rózával, aki vendégjátékra jött ide, Jókai Mór látogatta meg a várost. Kolozsvárhoz kötődik Halmágyi Sándor jogász és író műveinek egy része (Parlagi rózsák. Pest 1860; Elv és előítélet. Pest 1864). 1859-ben Veres Ferenc fotóműtermet nyitott a városban, s még az évben albumot készített nevezetes épületeiről.
Az 1867-es kiegyezés és unió után megélénkült a városiasodás és különösen a sajtóélet, míg az irodalmi élet vidékiessé vált. A vasúti hálózatba való bekapcsolódást (1870) követően a legnagyobb esemény a második magyar nyelvű tudományegyetem itteni megnyitása (1872) volt. Országos, gyakran európai hírű tudósok kezdték itt pályájukat, vagy tették tudományáguk központjává a várost. Tudományos folyóiratokat indítottak: Összehasonlító Irodalomtörténelmi Lapok (1877-88: Brassai Sámuel és Meltzl Hugó), Magyar Növénytani Lapok (1877-89: Kanitz Ágost), Vegytani Lapok (1882-89: Fabinyi Rudolf), Petőfi Múzeum (1888-95), Kertgazdasági Lapok (1894-96: Brassai Sámuel), Mezőgazda (1894-96: Páter Béla) címmel. A reformátusok 1895-ben itt szervezték újjá a Nagyenyedről felhozott teológiát, majd az unitáriusok is (1897) egyetemi fokú teológiai akadémiát nyitottak; ezek hallgatói egyben a tudományegyetem tanítványai is voltak. Az EME összefonódott az egyetemmel, melynek professzorai egyben a múzeumi gyűjtemények igazgatói tisztségét is betöltötték. Az 1907-re felépült, egyetemi és múzeumi gyűjteményt magába foglaló Egyetemi Könyvtár Erdély legnagyobb ilyen intézménye.
1885-ben megalakult az Erdélyi Magyar Közművelődési Egyesület (EMKE) a magyar művelődés és népjólét elősegítésére, 1888-ban pedig Bartha Miklós és Petelei István kezdeményezésére az Erdélyi Irodalmi Társaság (EIT), ez a konzervatív szellemű reprezentatív írói egyesülés, amely 1948-ban bekövetkezett megszüntetéséig folyóiratokat is megjelentetett. Az Erdélyi Kárpát-egyesület (EKE) 1891-ben honismereti-turisztikai céllal alakult, Erdély című folyóirata 1948-ig jelent meg.
1918 decemberéig mintegy 235 időszaki sajtótermék jelent meg. Ezek nagy többsége 1867 után indult, s néhányuk 1919-et követően is megjelent. Jó részük szépirodalmat is közölt. Vezető lapok: Magyar Polgár (1867-1904), Kelet (1871-82), Ellenzék (1880-1944), Kolozsvár (1887-98), Erdélyi Friss Újság (1900-1908), Kolozsvári Hírlap (1908-19). Ezek szerkesztői-munkatársai hosszabb-rövidebb ideig: Bródy Sándor, Gyalui Farkas, Petelei István, Thury Zoltán voltak. Számos irodalmi, tudományos, szervezeti-mozgalmi, ifjúsági, szatirikus lap közül az Erdélyi Múzeum (1874-1947), Erdélyi Munkás (1903-8, 1919-39), Színházi Újság (1908-10, 1919-23) az első világháború után is folytatódott. A fokozott igényeket az elszaporodó kis nyomdák mellett 1889-ig a Református Kollégium Tilts János, majd Stein János vezette nyomdája, a római katolikus Lyceum nyomda (1810-84) és folytatása, a Gombos Ferenc-féle nyomda (1891-1948) elégítette ki. Gombos napilapot is alapított Újság (1899-1927) címmel. Gámán János műhelye 1860 és 1914 között, Lepage Lajos könyvkereskedéssel összekötött nyomdája 1903-tól működött, 1929-től Victoria, 1938-tól 1948-ig Pallas néven. A Ferenc-rendi zárdában a Szent Bonaventura nyomda főleg egyházi igényeket elégített ki (1906-48).
A századforduló táján a város főtere átalakult: Fadrusz János Mátyás-szobrával (1902), egy másik tere a Kolozsvári testvérek készítette prágai Szent György-szobor másolatával (1904) vált díszesebbé. Az építkezési láz során a színház is új, díszes hajlékot kapott (1906). A színházat igazgató Janovics Jenő nemcsak drámatörténeti ciklusával, hanem 1914-20 között működő filmgyárával is jelentős kulturális személyisége volt a városnak. E korszak költője Jékey Aladár, valamint Nagy Mór (Kolozsvári virágok. Kv. 1894. Esti fény – Kolozsvári ormok. Kv. 1897).

### A két világháború között

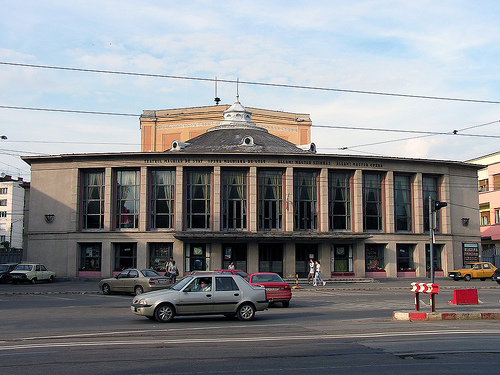
A sétatéri színkör

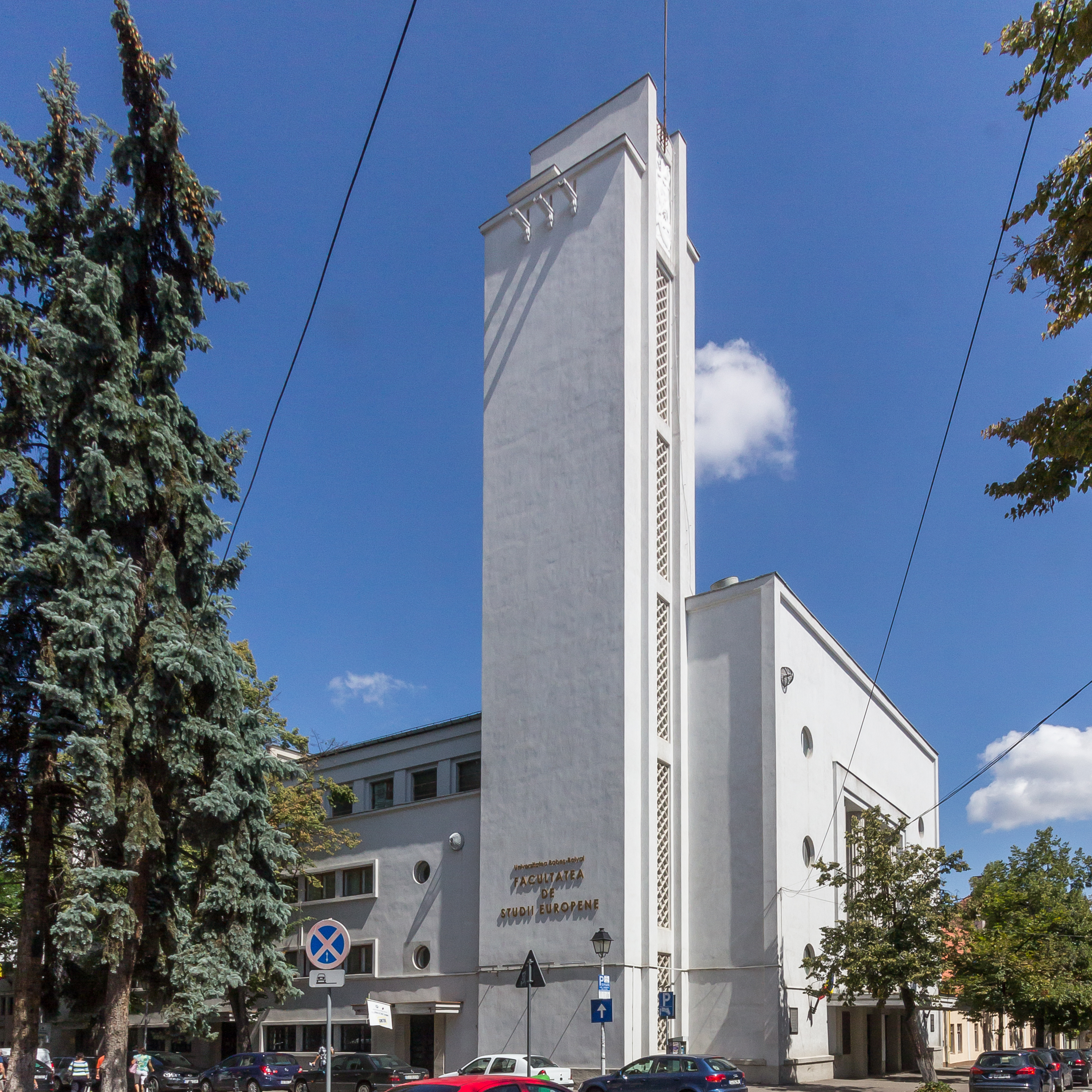
Az Egyetemiek Háza

Az 1918 decemberi főhatalomváltozást követően, romániai viszonyok közt, leggyorsabban a sajtó ébredt új életre: a továbbra is megjelenő Ellenzék és Újság mellett megindult a Keleti Újság (1918-44) című napilap polgári radikális, majd 1927-től OMP-i jelleggel, és az Új Kelet (1918-40), a zsidóság lapja. Az előbbi szerkesztőgárdája jelentette meg a Napkelet (1920-22) című modern irányzatokra nyitott szellemű irodalmi folyóiratot. Eleinte a nagy napilapok karolták fel a szépirodalmat, a művészeteket és a tudományosságot is, többnyire vasárnapi mellékleteikben. Az 1920-as évek közepére kialakult Kolozsvár vezető szerepe a romániai magyar irodalmi életben. Itt alakult meg az Erdélyi Szépmíves Céh (1924-44) könyvkiadó, majd itt indította meg a helikoni munkaközösség szépirodalmi folyóiratát, az Erdélyi Helikon-t (1928-44). A baloldali írókat a Dienes László, majd Gaál Gábor szerkesztette Korunk (1926-40) című világnézeti lap tömörítette. Az 1920-ban alakult Minerva Irodalmi és Nyomdai Műintézet Rt. elnyerte a magyar egyházak támogatását, és a legtöbb tankönyvet, tudományos művet (1563 cím) jelentethette meg, a falusi olvasóknak Magyar Nép (1921-44) címmel hozott ki Gyallay Pap Domokos szerkesztette hetilapot, az irodalom-művelődés támogatására pedig az S. Nagy László Erdélyi Szemléjéből (1915-20, 1928-44) kiváló Pásztortüzet (1921-44) indította Reményik Sándor szerkesztésében. Szintén a Minerva gondoskodott első irodalmi-tudományos folyóiratunkról: az Erdélyi Irodalmi Szemle (1924-29) a nagy múltú unitárius Keresztény Magvető-ből (1861-1944, 1971-től új folyam) vált ki Borbély István, később György Lajos szerkesztésében. Az utóbbi nevéhez fűződik az Erdélyi Tudományos Füzetek (1926-47) kiadványsorozat elindítása. A húszas évek közepéig még elhúzódott a korábbi egyesületek, társaságok jogi státusának rendezése, de ha nehezen is, újrakezdhették munkásságukat (EME, EGE, EMKE, EIT, EKE). Az 1930-ban újrainduló Erdélyi Múzeum magába olvasztotta az Erdélyi Irodalmi Szemlét. A színház új épületét a román állam vette birtokba. Janovics Jenő, majd Kádár Imre irányításával a magyar színtársulat a sétatéri (volt nyári) színkörben folytatta tevékenységét; a három nagy iskola tovább működött a számos korlátozó intézkedés ellenére is. A Ferenc József Tudományegyetemet 1918 után Szegeden szervezték újjá, épületeiben román egyetem indult. Ezen 1922-től létesült magyar tanszék Kristóf György vezetésével, aki részt vett a négynyelvű Cultura (1924) című folyóirat szerkesztésében. 1923-ban Kolozsvárra tette át székhelyét a Romániai Magyar Dalosszövetség; ennek lapja a Magyar Dal (1923-36). A képzőművészek tömörítésére 1929-ben Kós Károly megszervezte a Barabás Miklós Céhet, tárlatokat rendeztek. Az ESZC kiadói politikájával elégedetlen fiatalabb realista írók Erdélyi Enciklopédia (1938-41) néven ugyancsak itt hoztak létre kiadói vállalkozást.
A több mint félszáz kisebb kolozsvári nyomdán kívül említést érdemel a Bernát (1913-44), a Lapkiadó Rt. (1918-33) és a Gutenberg (1919-38) nyomda. Ez utóbbi a szakszervezeteké volt, számos baloldali kiadványt készített, 1938-tól korábbi vezetője, Jordáky Lajos tulajdonába ment át. Az 1919-től 1948-ig megjelenő több mint 400 kolozsvári időszaki sajtótermékből jelentősebb lapok: Hétfői Újság (1919-24, 1932-38), Az Est (1925-27), Mai Világ (1927-40), Erdélyi Futár (1927-40), Kolozsvári Friss Újság (1929-35), Magazin címen egy színházi (1930-1939) és egy hirdető lap (1933), Jóestét (1932-40), Kolozsvári Estilap (1933-44), Magyar Újság (1933-44), Független Újság (1934-40). Színházi-irodalmi-művészeti folyóiratok: A Hírnök (1904-44), Színház és Társaság (1919-27), Vasárnap (1921-25), Művészeti Szalon (1926-32), Színház és Film (1928-31), Dalos Magazin (1929-40), Színház és Mozi (1931-32), Széphalom (1937-38), Színpad és Mozi (1937-39), Barátság (1939-40). Társadalmi-világnézeti-szociológiai lapok: A Jövő Társadalma (1925-30), A Másik Út (1931-32), Hitel (1936-40). Orvostudományi-gyógyszerészetiek: Erdélyi Orvosi Lap (1920-25), Pharmacia – Gyógyszerész Újság (1920-24), Revista Medicală – Orvosi Szemle (1928-38), Clinica et Laboratorium (1932-37, 1948-49). Ifjúsági és nőlapok: Erdélyi Magyar Lányok (1920-31); Ifjúság (1921-28), Ifjú Kelet (1922), Angyalkert (1922-30), Ifjú Erdély (1923-44, 1946), Jóbarát (1925-40), Erdélyi Fiatalok (1930-40), Új Cimbora (1933-40), Hölgyfutár (1934-38), Mai Nő (1935-36). Iparági, szövetségi, szakszervezeti, mozgalmi lapok: Bányamunkás (1919-40), Fáklya (1920-21), Molnárok Lapja (1920-40), Vas- és Fémmunkás (1920-40), Famunkás (1922-29), Építőmunkás (1922-32), Erdélyi Magyar Szó (1939-40), Igazság (1939-40). Falusiaknak szóló: Falvak Népe (1932-33; 1945-51), Gazda Újság (1936-40) – továbbá iskolai, sport- és vicclapok. Nagy részük szépirodalmat is közölt.
Az 1940. augusztus 30-i bécsi döntés után Kolozsvár veszített korábbi szellemi központ jellegéből, de a Ferenc József Tudományegyetem visszaköltöztetésével újra tudományos központtá vált. A megalakuló Erdélyi Tudományos Intézet (ETI) főleg a humán diszciplínák művelőit fogta össze Erdély múltjával, néprajzával kapcsolatos célfeladatokra. Évkönyveket (1940-44) adott ki, megjelentette a Magyar Népnyelv-et (1941-42) s tudományos könyvek sorát. Az egyetem nyelvészeti tanszéke Mészöly Gedeon szerkesztésében Nép és Nyelv (1941-44) címmel adott ki folyóiratot. Az egyetemi karok Acta felcímmel jelentettek meg szakirodalmi értekezéseket. Az EME tevékenysége is megélénkült: a folyamatosan megjelenő Erdélyi Múzeumon kívül az Érem- és Régiségtár Közlemények (1941-44), a Természettudományi Szakosztály Múzeumi Füzetek (1943-45) címmel adott ki sorozatot. A város elöljárósága Kolozsvári Szemle (1942-44) címmel jelentetett meg rangos helytörténeti és kulturális folyóiratot. A népi írók fiatal erdélyi követői a negyedévenként megjelenő Termés (1942-44) köré csoportosultak.

### A második világháború után

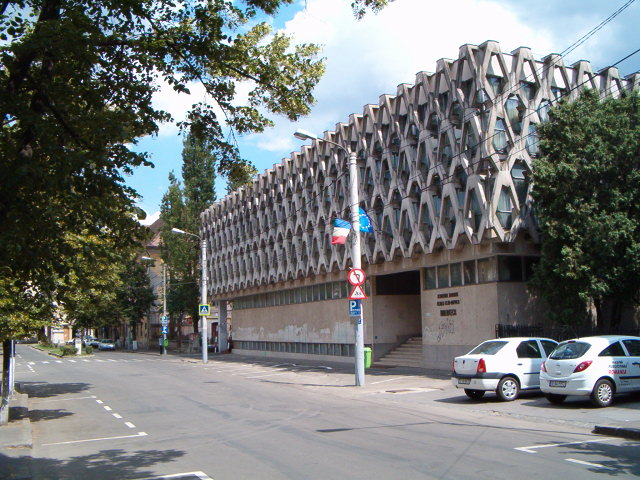
Az Akadémiai Könyvtár

Az 1944-48-as időszakban a háborút követő politikai-társadalmi rendszerváltással összefüggésben az irodalmi-művelődési élet erőszakos struktúraváltoztatáson ment át. Az addigi keretintézményeket, egyleteket és kiadványaikat rendre megszüntették vagy az új rendszerben létrehozottakba olvasztották bele, az iskolákat államosították, s egységes állami iskolahálózatba sorolták. A helyben maradt tudományegyetem átalakult, 1945 júniusában felvette a város szülötte, Bolyai János nevét, s az utóbb Victor Babeșről elkeresztelt, Nagyszebenből hazatérő s az egykori épületeket újra birtokba vevő román egyetemmel párhuzamosan működött 1959-ig, erőszakos egyesítésükig; ezután a magyar előadások fokozatosan megszűntek, az 1980-as évek közepétől a Babeș-Bolyai elnevezés is kimaradt a hivatalos megnevezésből. A diákok egy részének szállást is nyújtó Móricz Zsigmond Kollégium 1945 és 1949 között könyvkiadással is foglalkozott. A matematikai és természettudományi karok Acta Bolyaiana (1946-47) címmel jelentettek meg közleményeket, a két egyetem egyesítése előtt Studia Universitatum Babeș et Bolyai, majd azután a Studia Universitatis Babeș-Bolyai szakmai sorozatai közöltek magyar nyelvű dolgozatokat is. Esetlegesen megrendezett szavalóversenyek, szavalóestek után 1955-ben megalakult a Bolyai Tudományegyetem Egressy Gábor Színjátszócsoportja, s ettől kezdve gazdagon bontakozott ki a főiskolai színjátszás. 1968-ban megindult az egyetemi hallgatók Echinox című folyóirata, amely a román mellett magyar és német oldalakat is tartalmazott, s egy új esszéíró nemzedék elindítását segítette elő. Az egyetemi központ diákszövetsége 1975-ben Napoca Universitară címmel indított szintén háromnyelvű lapot. A magyar tannyelvű iskolák diáksága számára szintén lehetőség nyílt évente megjelenő folyóiratok kiadására: a Brassai Sámuel Líceum (volt Unitárius Kollégium) Fiatal Szívvel (1967-91), a 11-es számú (volt Róm. Kat., utóbb 3-as számú Matematika–Fizika) Líceum Hajnal (1972-85) címmel.
1946-ban a magyar zenei, képzőművészeti és színészképzés biztosítására Magyar Művészeti Intézet létesült Kolozsvárt, ez azonban csak 1950-ig működött, ekkor felszámolták, kivált a Szentgyörgyi István Színművészeti Főiskola (1954-ben Marosvásárhelyre költözött), s létrejött a helybeli Gheorghe Dima Zenekonzervatórium és a Ion Andreescu Képzőművészeti Főiskola, melyeknek egy ideig szintén volt magyar tagozata, a 80-as években azonban ezeket a tagozatokat is felszámolták. Még 1948-ban rövid időre eredményes kísérlet történt a Politechnikai Főiskola magyar tagozatának beindítására s az 1950-es években átmenetileg a Mezőgazdasági Főiskolán is tartottak magyar előadásokat, végül azonban kizárólag román nyelvű lett a szakoktatás ezekben az intézményekben.
A sajtó újabb termékei: a Világosság (1944-52), a "magyar dolgozók", utóbb a Magyar Népi Szövetség napilapja, az Erdély (1944-48) szociáldemokrata hetilap, az Erdélyi Szikra, majd Igazság kommunista párt-napilap (1945-89). Kéthetenként jelent meg az illusztrált Képes Újság (1945), megindul a Szakszervezet (1945-46) című havilap, a Falvak Népe új sorozata heti megjelenéssel (1951-ben Bukarestbe költöztetik), valamint a Dolgozó Nő (1945-89) képes havilap. Az erdélyi zsidóság központi sajtószerve az Egység (1946-49), amely 1949-1953 között Új Út címmel folytatódott. Az 1945-ben megalakult Romániai Magyar Írók Szövetsége 1946-ban indította irodalmi-művelődési lapját, az Utunk-at, mely 1947-től már az egységes Romániai Írók Szövetségének lapja 1989-ig. Az RNK Írószövetségének Kolozsvári Tagozata 1949-ben alapította az Irodalmi Almanach című folyóiratot, ennek helyét veszi át 1953-tól a marosvásárhelyi Igaz Szó. Az Írószövetségen belül 1969-től megalakult a Kolozsvári Írók Társasága. Az Írószövetség támogatásával működött a Makszim Gorkij (1950-56), majd Gaál Gábor (1956-81) nevét viselő irodalmi alkotó- és vitakör, melyből nemzedékek rajzottak ki (1990-től Bretter György Irodalmi Kör néven élesztették újra a fiatalok). 1957-től újraindult a nagy hagyományokat folytató Korunk, megalakult a gyermekeknek szóló Napsugár és a szakmai jellegű Nyelv- és Irodalomtudományi Közlemények (NyIrK). Az ifjúságnak adta ki a Matematikai Tudományos Társaság 1953-tól a Matematikai és Fizikai Lapokat (1964-től Matematikai Lapok). A Herbák János Bőr- és Cipőgyár Üzemünk Élete (1951-74) címmel jelentetett meg alkalmazottai számára üzemi hetilapot. Megjelentek a református és unitárius felekezeti lapok (Református Szemle, Keresztény Magvető).
A könyvkiadás megszervezését a Józsa Béla Athenaeum vállalta magára (1944-48), mellette több más kisebb kiadó is működött az államosításig. 1948-tól a bukaresti székhelyű állami könyvkiadók magyar szerkesztőségei, ill. ezek kolozsvári fiókjai gondozták a kiadványokat. Néhány füzetet a Népi Alkotások Tartományi (Megyei) Háza is megjelentetett. Az 1970-es átszervezéstől újra kolozsvári székhelyű könyvkiadó indult Dacia Könyvkiadó elnevezéssel, a román mellett magyar és német nyelvű kiadványok megjelentetésével. A Kriterion nemzetiségi kiadónak is működött 1970-től kolozsvári szerkesztősége.
Az állami pénzalapokból támogatott, újjászervezett, most már Állami Magyar Színház és az 1948-ban létrehozott Állami Magyar Opera, valamint a Bábszínház magyar tagozata (1950-től) mellett számos műkedvelő együttes, ifjúsági, iskolai csoport mutatott be több-kevesebb rendszerességgel darabokat. Az 1954-ben induló Kolozsvári Rádió – stúdiójának megszüntetéséig, 1985-ig – több magyar rovattal s rendszeres napi műsorral volt jelen a város életében. Az egyetemi központ magyar diáksága Visszhang néven diákrádió-adásokat is működtetett (1973-88). A bőrgyárban magyar nyelvű munkásegyetem létesült, mely az 1960-as években a városi jellegű Népi Egyetem, utóbb Szabadegyetem részévé vált. Ennek több magyar nyelvű kollégiuma működött; 1970 és 1987 között a Kolozsvári Esték előadássorozat keretében emlékeztek meg a várossal kapcsolatos évfordulókról. A Román Akadémia kolozsvári fiókjának, utóbb az egyetemnek Nyelvészeti és Irodalmi Intézetében magyar nyelvjárástani, szótárszerkesztési és irodalomtörténeti kutatómunka folyt.
A felekezeti iskolák államosítása után az Akadémiai Könyvtár keretében egyesítették a három nagy felekezeti iskola szintén állami tulajdonba vett hagyományos könyvtárát, ide került be több vidéki magyar intézmény könyvtári állaga is. Az így létrehozott, 1974-ben új épületbe költöző Akadémiai Könyvtár az Egyetemi Könyvtár mellett a könyvtárhasználat politikai és belügyi korlátozásai ellenére is fontos kutatási segédeszköz- és közgyűjtemény volt. Rangos könyvtára van még az Egyetemi Fokú Egységes Protestáns Teológiai Intézetnek. Az EME egykori nagybecsű történeti levéltárát 1948-tól az Akadémia kezelte, 1975-től pedig beolvasztották a szigorú belügyi ellenőrzés alatt álló Állami Levéltárba. A város hivatalos elnevezését 1975-ben Kolozsvár-Napocára változtatták, 1988-tól pedig a magyar nyomtatványokon is a Cluj-Napoca román helységnév kizárólagos használatát rendelték el.
A Kolozsvárról szóló rendkívül gazdag tudományos irodalom alapja Jakab Elek háromkötetes világosító rajzokkal és oklevéltárral ellátott várostörténete (1870-88). Korábban a Kolozsvári Naptár (1845-62), Vass József (1865), Pánczél Ferenc (1865), ill. Galgóczi Károly (1872) köteteiben találunk érdekes adatokat. Első, 1734-ből származó Páter-Pataki-Gyergyai-Füzéri-féle városleírásunk fordítása 1944-ben jelent meg az Erdélyi Ritkaságok című sorozatban. Városbemutató kalauz először 1894-ben készült, utána Kelemen Lajos és K. Fodor János (1902), Riegler Gusztáv és Filep Gyula (1903), Orosz Ferenc (1933), Ferenczi Sándor (1941), Kapitány István (1941), Ștefan Pascu, Pataki József és Vasile Popa (1957) állított össze hasonló munkát. A később kizárólag román nyelven készülő újabb városkalauzok már a múlt átírásának s a magyar történelmi vonatkozású események módszeres kiiktatásának jegyében íródtak, ezzel is kifejezve azt a nyomasztó helyzetet, amelybe a város a fokozódó "homogenizálás" folytán került. Kolozsvári cím- és lakásjegyzékek csak 1899-től 1914-ig, majd 1943-ban jelentek meg; a több mint három és félszázezerre duzzadt város etnikai képét a 60-as évektől tömeges román betelepítések változtatták meg.
Kolozsvár művészettörténeti értékeivel Kelemen Lajoson kívül Balogh Jolán (Kolozsvár műemlékei, Bp. 1935), Bíró József (Kolozsvári képeskönyv, Bp. 1940 és több tanulmány), B. Nagy Margit (Reneszánsz és barokk Erdélyben. 1970; Stílusok, művek, mesterek. 1977) foglalkozott behatóan. A várossal kapcsolatos cikksorozatokból kiemeljük Gyalui Farkasét (A régi Kolozsvár. Ellenzék 1927-29), Rajka Gézáét (A régi Kolozsvártól az új Kolozsvárig. Igazság 1957-58), Herédi Gusztávét (Kolozsvár felfedezése. Igazság 1967-68), valamint Miklósi-Sikes Csabáét (Városnézés. Igazság, 1981), legújabban a Szabadság hasábjairól Asztalos Lajos sorozatát a régi kolozsvári utcanevekről (1990-92).

### A rendszerváltás után

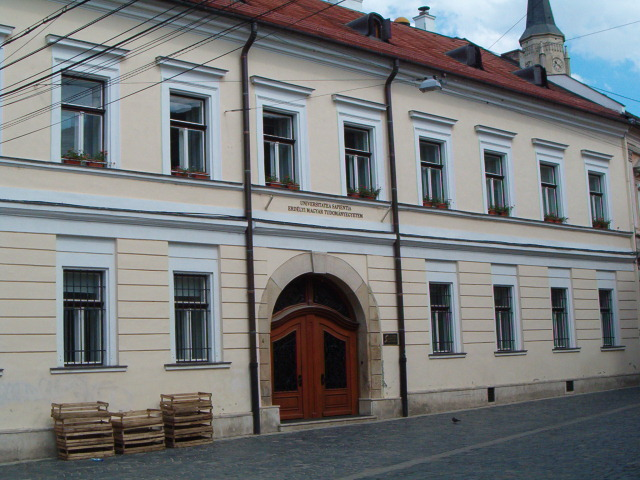
A Sapientia egyetem székháza

Az 1989-es forradalom napjaiban már dec. 23-án Szabadság címmel jelent meg a helyi napilap, Tőkés László menyői száműzetéséből kelt levelével s Cs. Gyímesi Éva Az Igazság Karácsonya caím alatt új korszakot köszöntő írásával. Ezen a napon kelt a Hívó Szó, melyben "a kolozsvári magyar demokrata értelmiségiek kezdeményező csoportja" a nemzetiségi élet korszerű intézményei – így a Bolyai Tudományegyetem és az Erdélyi Múzeum-Egyesület – kereteinek újra-megteremtésére szólított fel. A következő napokban megalakult az RMDSZ kolozsvári szervezete. Újjászerveződött a Korunk; a Dolgozó Nő helyét a Családi Tükör; az Utunk-ét a Helikon vette át; sorra megkezdte működését az EME és EKE (1990), majd az EMKE és a Kelemen Lajos Műemlékvédő Társaság, valamint a magyar természetbarát, gazdasági, műszaki intézmények hálózata. Megalakult a MADISZ, feltámadt a KMDSZ, s a magyar jellegükben megerősödött Báthory, Brassai és Apáczai Csere János líceumok visszaszerezték százados történelmi folytonosságukat, megalakítva öregdiák-egyesületeiket is. A Bolyai Tudományegyetem helyreállítása végett létrejött a Bolyai Társaság. Újra megszólalt a kolozsvári rádió és televízió magyar adása.
Kolozsvár lett a székhelye a Romániai Magyar Demokrata Szövetségnek. Ide került Bukarestből az 1985-ben megszüntetett Művelődés. 1991 derekán már több mint 30 magyar nyelvű sajtótermék jelent meg a városban. A római katolikus egyház Gloria néven, a református egyház Misztótfalusi Kis Miklósról elnevezve létesít új, modern felszerelésű nyomdát, ugyanakkor több magyar lap szerkesztősége jutott számítógépes szedő-tördelő rendszerhez. A tovább működő magyar kiadói szerkesztőségek (Kriterion, Dacia, az újraszervezett Tanügyi és Pedagógiai Könyvkiadó) mellett a két egyházi nyomda, valamint több magánkiadó (Ábel, Előretolt Helyőrség, Exit, Koinónia, Komp-press, Polis, Scientia, Stúdium) kezdte meg működését. Újraindult az Erdélyi Szépmíves Céh, s az anyagi és nyomda-gondokkal küzdő magyar lapkiadás helyzetének megkönnyítésére 1992 őszén megalakult a Sajtóház Kft (összefogva a Korunk, Napsugár, Családi Tükör és Művelődés mellett több kisebb lapot is). Az EME újraindította az Erdélyi Tudományos Füzeteket és az Erdélyi Múzeum-ot, valamint több szakosztálya önálló kiadványsorozatát (1991–92-ben összesen 12 kiadványt), lapot adott ki az EKE (Gyopár címmel), naptárt, gazdasági füzetsorozatot az RMGE. A fordulatban ma döntő segítséget nyújtanak az ökumenikusan együttműködő erdélyi magyar egyházak, új központi, gyülekezeti és ifjúsági vallásos folyóiratokkal is jelentkezve (Keresztény Szó, Üzenet, Felebarát, Unitárius Közlöny, Evangélikus Harangszó). Kolozsvár így ma újra központi szerephez jut a romániai magyarság szellemi és közéletében.

## A városhoz kötődő írók
A 20. század magyar prózaírói közül Krúdy Gyula (Éjjel a Biasiniban), Móricz Zsigmond (Erdély-trilógia), a kolozsvári születésű Szabó Dezső (Életeim és több más műve), Laczkó Géza (Királyhágó), Passuth László (Kutatóárok), Darkó István (Szép ötvöslegény. Kassa 1929), Cs. Szabó László (Erdélyben. Bp. 1940, Hűlő árnyékban. Bern 1982), Kolozsvári Papp László (Malomárok. Bp. 1988) idézi fel a város múltját vagy azzal kapcsolatos élményeit.
A romániai magyar irodalom képviselőinek jelentős hányada Kolozsvárt élt, s így műveiben is tükrözte a várost. A költők sorából kiemelkedik Áprily Lajos, Bartalis János, Dsida Jenő, Horváth István, Palocsay Zsigmond, Reményik Sándor, a regény- és emlékírók, novellisták közül pedig Balázs Mária (Elhagytuk Kolozsvárt. Bp. 1943), Bálint Tibor (Zokogó majom. 1969), Balogh Edgár (Szolgálatban. 1978; Férfimunka. Bp. 1986), Bánffy Miklós, Bányai László (Kitárul a világ. 1978; Válaszúton. 1980), Becsky Andor (Kortársakról. Bp. 1974), Benamy Sándor (A XX. században éltem. Bp. 1966), Csengery Ilona (Kolozsvári lányok. Bp. 1941), Csiki László, Gyallay Pap Domokos (Kolozsvári aranynapok), Gyalui Farkas (A régi jó világból. Kv. 1897), Hunyady Sándor (Családi album. Bp. 1934); Huszár Sándor, Ignácz Rózsa (Anyanyelve magyar. Bp. 1937; Ikerpályáimon. Bp. 1975), Jékely Zoltán (A házsongárdi föld. Kv. 1943), Kacsó Sándor, Kemény János (Kakukkfiókák. 1972), Kiss János (Omló falak. Kv. 1991), Kolozsvári Grandpierre Emil (A rosta. Kv. 1932; Tegnap. Bp. 1942), Kós Károly, Kovács Dezső, Kovács István, Köntös-Szabó Zoltán, Kuncz Aladár (Felleg a város felett. Kv. 1931), Lévai Lajos (Becsülettel és akarattal. Bp. 1941), Ligeti Ernő (Föl a bakra. Kv. 1925; Súly alatt a pálma. Kv. 1942), Makkai Sándor (Örök Erdély. Bp. 1940; Szabad vagy. Bp. 1943), Méhes György (Bizalmas jelentés egy fiatalemberről. 1982), Mester Zsolt (Koppantó. 1979), Mikó Imre (A csendes Petőfi utca. Kv. 1978); Nagy István (Külváros. Kv. 1939; Sáncalja. 1968 és önéletrajzi regénysorozatának további kötetei), Nagy Péter (Ó, kedves Kolozsvár! Berlin 1926), Pillich László (Városom évgyűrűi. 1985), P. Lengyel József, S. Nagy László (Harc a végeken. Kv. 1930), Szappanyos Gabriella (Emberek a Szamos mentén. Bp. 1939), Tabéry Géza (Emlékkönyv. Kv. 1930), Tamási Áron (Czímeresek. Kv. 1931; Vadrózsa ága. Bp. 1967), Thury Zsuzsa (Barátok és ellenfelek. Bp. 1979), T. Karácsony Emmy (Virághegy. 1974), Szász István (Nyúl a telefonpóznán. Kv. 1971), Walter Gyula (Kolozsvár kövei. Kv. 1937); Wass Albert (Csaba. Bp. 1940).
A román anyanyelvű George Sbârcea zeneszerző magyarul írt itteni emlékeiről (Szép város Kolozsvár... 1980), Diósy Antal kolozsvári karikatúra-gyűjteményt (Ecce homo! Kv. 1923), Hankó János (A régi Kolozsvár. Kv. 1926) tollrajz-sorozatot jelentetett meg.